# FLCL
FLCL (フリクリ, Furi Kuri) (de vegades romanitzat com fooly cooly) és una sèrie d'animació japonesa de sis episodis OVAs, dirigida per Kazuya Tsurumaki de l'estudi Gainax, publicada per Gainax i Production I.G en el 2000. Els sis episodis es va doblar al català i es van estrenar el 14 d'abril de 2003 al Canal 3XL. S'anuncià el 2016 que tindria seqüela i que s'emetria a Tooname a finals de 2017 o principis del 2018.
La banda sonora és interpretada i composta per The Pillows.

## Història
Tot comença quan Nandaba Naota, xic bastant madur per a la seua edat, admirador del seu germà major, Tasuku que ha anat als Estats Units a jugar a beisbol, es troba avorrit i atrapat en la quotidianitat de la vida i acompanyant a la solitària promesa del seu germà dita Samemija Mamimi sota un pont en el tranquil poble fictici de Mabase, coronat per una enorme fàbrica cridada Medical Mechanica en forma de planxa.
Tot canvia un dia en el qual coneix abruptament a una xica molt estranya que ho atropella intencionadament i ho copeja amb el seu baix elèctric en el cap, el que li provoca que li isca un enorme bony. A partir d'aqueix moment, la seua vida té un gir de 180° i comencen a succeir estranyes coses al voltant d'ell, doncs la xica que es fa dir Haruhara Haruko arriba a viure amb ells tot d'una, li ixen coses estranyes del cap, com orelles de gat i gallets de regirar que ha d'ocultar als seus amics, és engolit per robots i acaba embolicat en una baralla entre Haruko i Medical Mechanica per aconseguir a Atomusk, el rei pirata capaç de robar planetes sencers.
La sèrie és curta, però molt intensa. Plena d'acció, paròdies d'uns altres animes, humor i diàlegs complexos que generalment són poc comprensibles les primeres vegades que un comença a veure la sèrie, però que entre una vegada que comencem a pensar a l'estil "furikuri", la nostra ment ira descobrint que aquesta gran obra d'art de l'anime té simbolismes i missatges entre línies del que semblaria una història qualsevol o sense sentit.
La sèrie en si mateixa és una visió de la dura i no sempre agradable transició de la infantesa a la vida adulta, pel que aquest anime conté molts missatges sexuals dels quals alguns són més que obvis, com el primer bony que li ix al protagonista en el primer episodi. Uns altres són més subtils i manegen missatges sobre les relacions socials i afectives.
En qüestió d'animació destaca sobre uns altres animes, perquè el disseny dels personatges i escenaris és molt detallat i igual que la trama, l'animació no és gens lenta. Diuen els rumors que Gainax gaste el pressupost del que serien 16 episodis en un anime convencional en solament aquests 6 que dura l'OVA.

## Personatges principals
- Naota Nandaba (ナンダバ・ナオ太) és un xic de 12 anys, que cursa sisè grau, i viu al barri fictici de Mabase. Té com germà major a un magnífic jugador de beisbol anomenat Tasuku que ha emigrat als Estats Units per a jugar professionalment, i a qui admirava molt. És un xic que està avorrit de la vida quotidiana, tot li sembla monòton i repetitiu, per la qual cosa l'arribada d'Haruko suposarà un important canvi en la seua vida.
- Mamimi Samejima (サメジマ・マミ美), de 17 anys, era la promesa del germà de Naota fins que s'assabenta per ell que el seu germà l'havia abandonat per una altra als Estats Units, però després de la marxa d'ell sol estar amb Naota, a qui li diu Ta-kun igual que a les mascotes que troba com record del seu amor per Tasuku, i donat el rebuig del germà de Naota, cerca refugi en ell. Té tendències piròmanes que fa servir quan un lloc li porta dolorosos records per a així esborrar el seu passat; no assisteix a les classes, fuma i passa la major part del temps sota un pont, sempre parla de si mateixa en tercera persona i en els seus cigarrets sempre escriu la frase: Never knows Best.
- Haruko Haruhara (ハルハラ・ハル子) és una xica que diu tenir 19 anys, té el pèl de color rosa i prové de l'espai exterior. El seu nom real és Raharu Haruha (ハルハ・ラハル). Va a totes parts amb una Vespa groga que té una P! com emblema i empunya un baix elèctric blau Rickenbacker modele 4003 per a esquerrans. Entra al servei dels Nandaba com assistent de la llar després d'atropellar al pare de Naota, per a guanyar alguns dinerets, però entrarà a jugar en l'equip dels Marcians de Mabase per guanyar més.
- Canti (カンチ) també pronunciat Kanchi, és un robot que prové de Medical Mechanica, que ix del cap de Naota. Té un caràcter tímid, com el d'un jove adolescent. Haruko li posa a fer totes les tasques de la casa, quan és ella la del treball.
- Kamon Nandaba (ナンダバ・カモン) és el pare de Naota. Bastant pervertit i immadur i sent atracció cap a la bella Haruko. No es porta bé amb el seu fill, ja que ho considera com competència amorosa. Sol ser molt seriós quan s'ho proposa, dient coses molt sàvies que solen ser d'utilitat.
- Comandant Amarao (アマラオ) és un investigador de la immigració espacial. Pel que sembla va tenir alguna espècie d'experiència amb Haruko de xiquet, pel que intenta ajudar a Naota a desfer-se d'ella. Se li reconeix per tenir unes gruixudes celles i per ser increïblement immadur. És molt semblant a Naota, ja que a ell no li agrada el peix ni tampoc era molt segur de xiquet; ací entra Haruko; no obstant això, vol ajudar a Naota perquè el no cometa el mateix error.
- Shigekuni Nandaba (ナンダバ・シゲクニ) és l'avi de Naota. Igual que el seu fill, és molt propens cap a l'obscè i té revistes de pornografia. És a més el capità de l'equip de beisbol rival del d'Haruko.
- Tinent Kitsuribami キツルバミ) és possiblement un de los pocs adults amb maduresa a la sèrie. Treballa amb Amarao i intenta detenir a la Medical Mechanica. Sol quedar-se veient esbalaït les enormes celles del seu comandant i sembla tenir una repulsió cap a ell, ja que quan li toca o li parla, este tremola fins a saltar.
- Junko Miyaji (ミヤジ・ジュン子) és la mestra de Naota. És extremadament excèntrica i molt escandalosa. Sol tenir moltes dificultats amb el seu auto, i s'irrita amb facilitat.
- Eri Ninamori (ニナモリ・エリ) de 12 anys, és la delegada del saló de Naota, i pareix sentir-se atreta cap a ell. Els seus pares no tenen una bona relació i ella passa el dia amb Naota i els seus amics, generalment molt callada.
- Gaku  és un dels amics de Naota, és un complet pervertit i molt inquiet, a vegades massa. Passa el temps contant històries, la majoria amb material sexual.
- Masashi  és altre dels amics de Naota. Este, a diferència de Gaku, és callat i prou senzill. El seu pare li mana a fer encàrrecs del seu negoci, per tant, el xic ja sap conduir, i reparteix comandes en la camioneta de son pare.
- Atomsk  el rei pirata (海賊王 Kaizoku-Ō). La seua aparició és molt curta, però és molt important en la història, ja que és la veritable raó de l'arribada d'Haruko a la terra.